# 丹尼爾·希治閣
丹尼爾·希治閣（英語：Daniel Hitchcock，1739年2月15日—1777年1月13日），美國獨立戰爭初期大陸軍軍官。
希治閣在麻薩諸塞州春田市出生，後來在耶魯大學畢業，成為執業律師。葛斯比號事件（Gaspée Affair）發生時，希治閣曾被指控涉案，但他堅稱未有犯事。
美國獨立戰爭爆發後，希治閣在羅得島州編組了希治閣軍團，趕到波士頓支援波士頓圍城戰，後來獲收編為大陸軍一員。紐約及新澤西戰役展開後，希治閣軍團參與了長島戰役、哈林高地戰役及白原戰役，並跟隨喬治·華盛頓撤退到賓夕法尼亞州。
希治閣在特倫頓戰役跟隨華盛頓橫渡特拉華河，但被留作後備部隊，沒有參戰。阿孫平克溪戰役期間，希治閣率領部隊守備淺灘，協助華盛頓守住英軍攻勢。當晚華盛頓率領部隊離開，在翌日突襲普林斯頓，引發普林斯頓戰役。雖然大陸軍的左翼起初被英軍擊潰，但華盛頓及時率領希治閣等人的援軍來到。希治閣的部隊由中央展開攻擊，並與左右兩翼的援軍合作，終於擊退英軍。華盛頓在戰鬥結束後，更在軍前公開讚揚希治閣。然而希治閣的健康卻開始急轉即下。他在普林斯頓染上痢疾，不久又患上肺結核。普林斯頓戰役結束後十日，希治閣病重身亡。